# Kissing You (bài hát của Girls' Generation)
"Kissing You" là đĩa đơn thứ ba của nhóm nhạc nữ Hàn Quốc Girls' Generation, nằm trong album phòng thu đầu tay của nhóm Girls' Generation (2007). Được phát hành vào đầu năm 2008, bài hát đã dành chiến thắng trên các chương trình âm nhạc hàng tuần SBS' Inkigayo và Mnet's M! Countdown. "Kissing You" cũng đã trở thành bài hát của tháng 2 năm 2008 trên chương trình âm nhạc KBS' Music Bank.

## Video âm nhạc
Video âm nhạc của "Kissing You" được phát hành vào ngày 14 tháng 1 năm 2008 và có sự góp mặt của Donghae, thành viên nhóm nhạc nam Super Junior. Video có lấy chủ đề kẹo ngọt, trong đó các thành viên mặc trang phục màu trắng và cầm một chiếc kẹo mút để biểu diễn bài hát.

## Rhythmer Volume 1
Tháng 1 năm 2008, SM Entertainment công bố rằng công chúng có thể gửi bản phối lại "Kissing You" của mình cho công ty để có cơ hội được phát hành chính thức. Bốn bản phối lại được chọn sau đó được phát hành vào tháng 3 năm 2008. Trong số đó, phiên bản Skool Rock đã dành chiến thắng chung cuộc và xuất hiện trong phiên bản phát hành lại Baby Baby của album Girls' Generation.

## Danh sách bài hát
- Digital download

1. "Kissing You" – 03:18

- Kissing You – Rhythmer Remix, Volume 1[6]

1. "Kissing You" (Skool Rock Remix) (by 정구현) – 03:06
2. "Kissing You" (House Remix) (by 기현석) – 02:58
3. "Kissing You" (Groovy Candy Remix) (by Philtre) – 02:57
4. "Kissing You" (Funk Remix) (by shoon) – 03:21